# Haroldius rugatulus
Haroldius rugatulus är en skalbaggsart som beskrevs av Antoine Boucomont 1914. Haroldius rugatulus ingår i släktet Haroldius och familjen bladhorningar. Inga underarter finns listade i Catalogue of Life.